# Koray Aldemir
Koray Aldemir (* 1990 in Berlin) ist ein professioneller deutscher Pokerspieler.
Aldemir hat sich mit Poker bei Live-Turnieren mehr als 22,5 Millionen US-Dollar erspielt und ist damit der dritterfolgreichste deutsche Pokerspieler. Er gewann 2017 das Main Event der Triton Poker Series, 2019 ein Event der US Poker Open und 2021 die Poker-Weltmeisterschaft.

## Persönliches
Aldemir wuchs in Berlin-Friedenau als Sohn eines türkischen Immigranten auf. In der Schule übersprang er eine Klasse und schloss sie mit dem Abitur ab. Nach einem freiwilligen sozialen Jahr in einem Berliner Kindergarten zog er nach Cottbus und begann dort ein Studium der Betriebswirtschaftslehre an der Brandenburgischen Technischen Universität, das er jedoch nicht abschloss. Inzwischen lebt der Deutsche mit befreundeten Pokerspielern in einer Wohngemeinschaft in Wien. An der Universität Wien startete Aldemir ein Psychologiestudium, das er aber ebenfalls abbrach.

## Pokerkarriere

### Werdegang
Aldemir kam erstmals an Silvester 2006 mit Poker in Berührung und begann anschließend in privaten Freundesrunden sowie Spielgeldturnieren auf der Onlinepoker-Plattform PokerStars zu spielen, auf der er mittlerweile den Nickname Körrinho verwendet. In Wien lernte er 2013 Fedor Holz kennen, der zu diesem Zeitpunkt selbst noch kleinere Turniere spielte und in den folgenden Jahren zu einem der besten Turnierpokerspieler der Welt aufstieg. Dadurch motiviert intensivierte Aldemir sein Spiel und entschied sich, sein Studium schleifen zu lassen und eine professionelle Pokerlaufbahn einzuschlagen.
Seine erste Geldplatzierung bei einem Live-Turnier erzielte Aldemir im Januar 2012 in der Spielbank Berlin, wo er ein 200 Euro teures Event der Variante No Limit Hold’em für sich entschied. Mitte Dezember 2013 belegte er bei der Concord Million in Wien den 17. Platz von knapp 2000 Spielern und gewann sein erstes größeres Preisgeld von 21.000 Euro. Ende Juni 2014 spielte er erstmals bei der World Series of Poker (WSOP) im Rio All-Suite Hotel and Casino am Las Vegas Strip und erreichte einmal die Geldränge. Im März 2015 kam er erstmals beim Main Event der European Poker Tour (EPT) ins Geld und landete auf Malta auf dem mit rund 10.000 Euro dotierten 69. Platz. Bei der WSOP 2015 kam der Deutsche dreimal in die Geldränge, u. a. belegte er im Main Event den 362. Platz. Bei der WSOP 2016 erreichte er seinen ersten Finaltisch bei dieser Turnierserie und beendete das Summer Solstice hinter dem Spanier Adrián Mateos auf dem zweiten Platz, wofür er ein Preisgeld von mehr als 250.000 US-Dollar erhielt. Knapp drei Wochen später erreichte Aldemir auch beim High Roller for One Drop, dem mit einem Buy-in von 111.111 US-Dollar teuersten Event auf dem Turnierplan, den Finaltisch und belegte dort hinter Fedor Holz und Dan Smith den dritten Platz, der ihm ein Preisgeld von über 2 Millionen US-Dollar einbrachte. Mitte Februar 2017 gewann Aldemir das Main Event der Triton Poker Series auf den Philippinen mit einer Siegprämie von umgerechnet rund 1,2 Millionen US-Dollar. Bei der PokerStars Championship im August 2017 in Barcelona belegte Aldemir beim Super High Roller den dritten Platz, der mit knapp 530.000 Euro prämiert wurde. Mitte Januar 2018 wurde er beim Main Event des PokerStars Caribbean Adventure auf den Bahamas Dritter und sicherte sich knapp 500.000 US-Dollar. Bei den Poker Masters im Aria Resort & Casino am Las Vegas Strip erreichte der Deutsche im September 2018 zweimal die Geldränge und gewann Preisgelder von über 900.000 US-Dollar. Anfang November 2018 saß er am Finaltisch des Main Events der World Series of Poker Europe im King’s Resort in Rozvadov und erhielt als Siebter rund 130.000 Euro. Im Februar 2019 gewann Aldemir das neunte Event der US Poker Open im Aria Resort & Casino und sicherte sich eine Siegprämie von 738.000 US-Dollar. Anfang Mai 2019 belegte er beim EPT High Roller in Monte-Carlo den zweiten Platz und erhielt aufgrund eines Deals mit Benjamin Pollak mehr als 650.000 Euro. Bei der WSOP 2021 erreichte er im Main Event als vierter Deutscher nach Henry Nowakowski (2001), Pius Heinz (2011) und Hossein Ensan (2019) den Finaltisch. Aldemir startete in den am 16. und 17. November 2021 gespielten Finaltisch als deutlicher Chipleader und entschied das Turnier nach einem rund viereinhalbstündigen Heads-Up gegen George Holmes letztlich für sich. Damit wurde er zum dritten deutschen Poker-Weltmeister und erhielt eine Siegprämie von 8 Millionen US-Dollar sowie das mit Diamanten besetzte Bracelet als Pokerweltmeister. Bei der WSOP 2022, die erstmals im Bally’s Las Vegas und Paris Las Vegas ausgespielt wurde, erreichte Aldemir 4 Finaltische und erzielte insgesamt 14 Geldplatzierungen. Dadurch sicherte er sich Preisgelder von knapp 1,2 Millionen US-Dollar und belegte den dritten Platz beim Ranking des WSOP Player of the Year.

### Preisgeldübersicht
Mit erspielten Preisgeldern von über 22,5 Millionen US-Dollar ist Aldemir hinter Fedor Holz und Christoph Vogelsang der dritterfolgreichste deutsche Pokerspieler.
| Jahr   | Preisgeld (in $) | Turniersiege |
| ------ | ---------------- | ------------ |
| 2012   | 6.093            | 1            |
| 2013   | 56.308           | 0            |
| 2014   | 40.051           | 1            |
| 2015   | 113.517          | 0            |
| 2016   | 2.697.273        | 1            |
| 2017   | 4.585.901        | 3            |
| 2018   | 2.841.960        | 1            |
| 2019   | 1.907.919        | 1            |
| 2020   | 48.984           | 0            |
| 2021   | 8.096.569        | 1            |
| 2022   | 1.217.280        | 0            |
| 2023   | 1.127.435        | 0            |
| 2024   | 0                | 0            |
| gesamt | 22.739.290       | 9            |